# ハワイアン・アイ
『ハワイアン・アイ』（原題：Hawaiian Eye）は、アメリカ合衆国のワーナー・ブラザース・テレビジョン製作によるテレビドラマ。ハワイのホノルルにあるホテルのプールサイドに事務所を開いた私立探偵が事件を解決していくアクション作品。『サンセット77』『サーフサイド6』『バーボン・ストリート』と共に、当時のワーナーが製作した「私立探偵四部作」の一つとしても知られる。全4シーズン。
1959年から1963年までABCにて放送。日本では1963年6月8日から1966年9月24日までMBS系列（関東地方はNETテレビ・現在のテレビ朝日）で放送された。

## 登場人物
トーマス・ジェファーソン・"トム"・ロパカ
演 - ロバート・コンラッド、吹替 - 朝戸正明
私立探偵。行動的な性格。
トレイシー・スティール
演 - アンソニー・アイズリー、吹替 - 高松英郎
私立探偵。
クリセイス・"クリケット"・ブレイク
演 - コニー・スティーブンス、吹替 - 水垣洋子
ホテルのナイトクラブの歌手で写真撮影係。
カズオ・"キム"・キサド
演 - ポンシー・ポンス、吹替 - 久野四郎
タクシー運転手。明るく陽気な性格。
グレッグ・マッケンジー
演 - グラント・ウィリアムズ、吹替 - 田口計
探偵。第2シーズンから登場。
フィリップ・バートン
演 - トロイ・ドナヒュー、吹替 - 広川太一郎
ホテルの社会部長。第4シーズンに登場。

## 主なスタッフ
- 監督: エドワード・デイン
- 製作: チャールズ・ホフマン（英語版）
- 脚本:  ロバート・J・ショウ（英語版）
- 吹替演出: 内池望博
- 吹替制作: 東北新社